# Satelitarne usługi internetowe

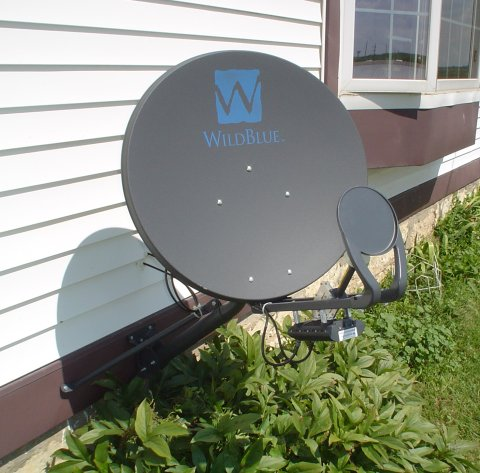
Antena satelitarna usługodawcy satelitarnego dostępu do internetu

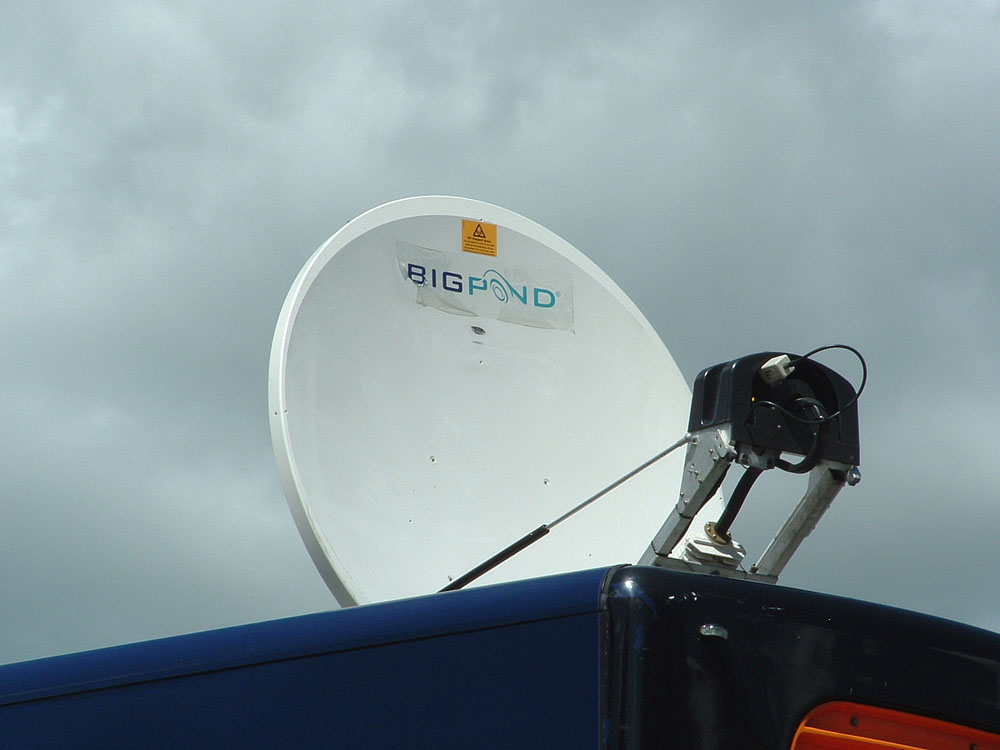
Składana antena satelitarna

Satelitarne usługi internetowe stosowane są w miejscach, w których naziemny dostęp do Internetu jest nieosiągalny oraz tam gdzie wymagany jest mobilny dostęp do sieci. Internet drogą satelitarną dostępny jest globalnie, również dla statków na morzu oraz poruszających się pojazdów naziemnych.

## Zasada działania i ograniczenia łączności satelitarnej

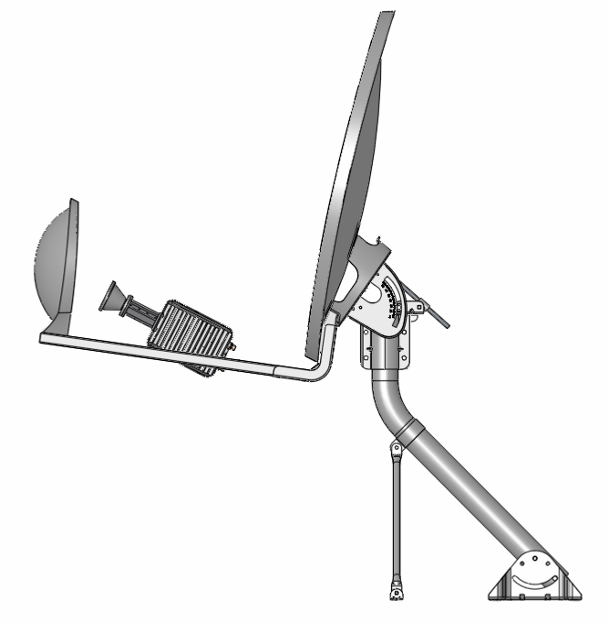
Rysunek dwuzakresowej anteny satelitarnej Tooway. Ten typ nazywany jest przesuniętą konstrukcją gregoriańską.

### Zanik sygnału spowodowany deszczem
Na łączność satelitarną wpływa wilgoć i deszcz przenikający przez ścieżkę sygnału. Skutki są mniejsze na niższych częstotliwościach, takich jak pasma L i C, ale są dość poważne na wyższych częstotliwościach, takich jak pasma Ku i Ka. W obszarach tropikalnych z dużymi opadami najpopularniejsze są pasma C (4/6 GHz) z polaryzacją kołową. Na wyższym paśmie Ka (19/29 GHz) podczas deszczu stosowane są specjalne techniki, takie jak duże marginesy zakłóceń spowodowanych deszczem, adaptacyjne sterowanie mocą nadajnika i zmniejszenie przepustowości.
Czas na jaki połączenie jest tracone redukowany jest poprzez zwiększenie średnicy anteny satelitarnej skupiając w ten sposób większą ilość sygnału satelitarnego na kanale odbiorczym oraz wytwarzanie intensywniejszego sygnału zwrotnego.
Nowoczesne konsumenckie anteny satelitarne są stosunkowo małe, co zmniejsza margines zakłóceń sygnału spowodowanego deszczem i dlatego potrzebne jest zwiększenie mocy sygnału po stronie naziemnej i satelitarnej zwiększając również koszt.
Duże komercyjne anteny satelitarne o średnicy od 3,7 do 13 m stosowane są w celu osiągnięcia dużych marginesów wpływu deszczu oraz zmniejszenia mocy potrzebnej do transmisji danych z satelity, zmniejszając koszt ich transmisji.
Nowoczesny sprzęt DVB-S2, ze sprzężeniem zwrotnym sygnału pozwala na dynamiczne zmiany modulacji sygnału w odpowiedzi na pojawienie się zakłóceń spowodowanych deszczem w miejscu gdzie znajduje się odbiorca. Pozwala to na zwiększenie przepustowości łącza w czasie normalnej przejrzystości powietrza zmniejszając przez to koszt transmisji danych.

### Opóźnienie sygnału
Opóźnieniem sygnału nazywamy czas jaki mija od momentu wysłania sygnału do czasu uzyskania odpowiedzi na ten sygnał, lub w przypadku jednokierunkowej komunikacji od czasu wysłania sygnału i jego odebrania u odbiorcy. W porównaniu do komunikacji naziemnej, wszystkie geostacjonarne satelity komunikacyjne cechują się dużym czasem opóźnienia spowodowanym transmisją z Ziemi na odległość 35 000 km w kosmos do satelity na orbicie geostacjonarnej i ponownie na ziemię.
Opóźnienie sygnału może wynosić od 500 do 900 milisekund czyniąc tę usługę bezużyteczną w zastosowaniach wymagających przesyłu danych w czasie rzeczywistym, takich jak gry internetowe czy operacje chirurgiczne na odległość. Opóźnienia mogą być bardzo nieprzyjemnie odczuwane w aplikacjach interaktywnych, takich jak VoIP czy wideokonferencje lub inne zastosowania komunikacyjne. Podczas interaktywnego dostępu zdalnego również odczuwalne mogą być problemy spowodowane opóźnieniami. Opóźnienia te są tolerowane w przypadku podstawowych usług takich jak dostęp do skrzynki pocztowej czy przeglądania stron internetowych, gdyż są wtedy ledwo zauważalne.
Nie istnieje łatwy sposób na rozwiązanie tego problemu. Opóźnienie jest głównie spowodowane prędkością światła. Nawet gdy wyeliminujemy wszystkie inne opóźnienia sygnału, nadal fale elektromagnetyczne potrzebować będą 233 milisekund na pokonanie odległości do odbiorcy w jedną stronę, sumarycznie dając 70 000 km do przebycia od źródła sygnału na ziemi do celu również naziemnego. 140 000 km dla przebycia sygnału w obie strony (od odbiorcy do nadawcy i z powrotem). Ogólnie, przy normalnych opóźnieniach sygnał potrzebuje od 500 do 700 milisekund na przebycie. Każdy dostęp wdzwaniany jest o wiele korzystniejszy od dostępu satelitarnego, gdyż suma wszystkich występujących opóźnień to przeciętnie nie więcej niż 150 do 200 milisekund.
Proponowaną alternatywą dla geostacjonarnych przekaźników są zasilane energią słoneczną ultralekkie statki powietrzne, które latałby nad wybranym terenem na wysokości około 20 km nad ziemią pod kontrolą autonomicznego komputera pokładowego. Baterie pokładowe zasilane byłyby w trakcie dnia, a w nocy zasilałyby energią układy statku powietrznego. Naziemne stacje nadawcze przekazywałyby sygnał przez statek powietrzny, co w rezultacie znacznie skróciłoby czas przebycia sygnału tam i z powrotem od nadajnika do odbiorcy do tylko 0,12 milisekundy.

### Widoczność
Zwykle w prostej linii między anteną a satelitą nie może znajdować się żadna przeszkoda aby cały system działał poprawnie. Sygnał jest podatny na pochłanianie i rozpraszanie nie tylko przez wilgoć, ale również obecność drzew i innej roślinności wpływa niekorzystnie na sygnał. Wraz ze spadkiem częstotliwości radiowej sygnału poniżej 900 MHz zmniejsza się wpływ roślinności, jednak większość komunikacji satelitarnych działa powyżej 2 GHz, dzięki czemu stają się one wrażliwe na nawet niewielkie przeszkody takie jak liście drzew. W czasie instalacji anteny satelitarnej w zimie musi być brany pod uwagę wzrost roślinności w czasie wiosny i lata.

### Strefa Fresnela
Linia sygnału radiowego pomiędzy dwoma antenami satelitarnymi nie jest idealnie prosta i jednolita, tak jak gdyby to była wiązka światła. Gdy sygnał rozchodzi się od stacji nadawczej, poszerza się aż do punktu środkowego między dwoma antenami a następnie ponownie się zwęża dochodząc do anteny odbiorczej. Zjawisko to znane jest jako strefa Fresnela. Ogranicza to użyteczność anten satelitarnych w miejscach, gdzie jest bardzo ograniczony dostęp do otwartego nieba. Na drodze sygnału w kosmosie nie może być żadnej przeszkody nie tylko na bezpośredniej linii prostej, ale również na poszerzeniu strefy Fresnela, która może być kilka metrów średnicy większa niż naziemna antena satelitarna.

## Dwukierunkowa komunikacja satelitarna

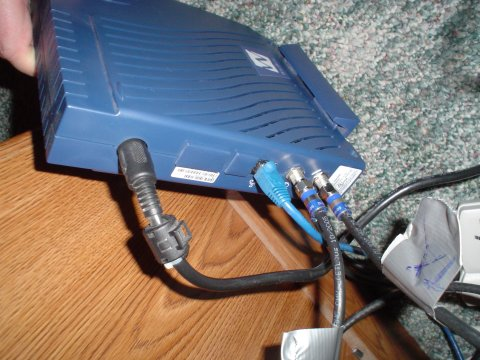
Panel tylny modemu satelitarnego, z koncentryczne podłączonymi połączeniami sygnału odbieranego i wysyłanego, oraz portem Ethernet do podłączenia do sieci wewnętrznej użytkownika

Dwukierunkowe internetowe połączenie satelitarne wiąże się zarówno wysyłaniem i odbieraniem danych przez nadajnik typu VSAT do zdalnego koncentratora usługodawcy, który następnie przekazuje dane za pośrednictwem naziemnej instalacji do Internetu. Anteny na obu końcach muszą być precyzyjnie nakierowane na właściwego satelitę, aby uniknąć zakłóceń z innych satelitów. Niektórzy usługodawcy zobowiązują klienta do zapłaty za zainstalowanie systemu i poprawnie ustawienie anteny przez personel techniczny usługodawcy — jednakże europejska firma ASTRA2Connect zachęca użytkowników do samodzielnej instalacji systemu i udostępnia szczegółowe instrukcje jak tego dokonać. Wielu klientów na Bliskim Wschodzie i w Afryce jest również zachęcanych do samodzielnej instalacji systemu. Na każdym zakończeniu typu VSAT częstotliwość, moc i szybkość transmisji musi być dokładnie ustawiona pod kontrolą usługodawcy.
Istnieje kilka rodzajów dwukierunkowych satelitarnych usług internetowych, w tym wielodostęp z podziałem czasowym (TDMA) i pojedynczy kanał na przewoźnika (SCPC). Dwukierunkowym systemem może być prosty terminal typu VSAT o średnicy 60-100 cm i mocy wyjściowej kilku watów, przeznaczony dla konsumentów oraz małych firm lub większych systemów, które zapewniają większą przepustowość. Takie systemy są często wprowadzane na rynek jako „satelitarne usługi szerokopasmowe” i mogą kosztować od dwóch do trzech razy więcej za miesiąc niż naziemne systemy jak np. ADSL. Modem satelitarny konieczny do działania tej usługi często jest własnością usługodawcy, ale niektóre modemy są zgodne z kilkoma dostawcami. Są one również drogie, kosztują w przedziale od 600 do 2000 Dolarów amerykańskich.

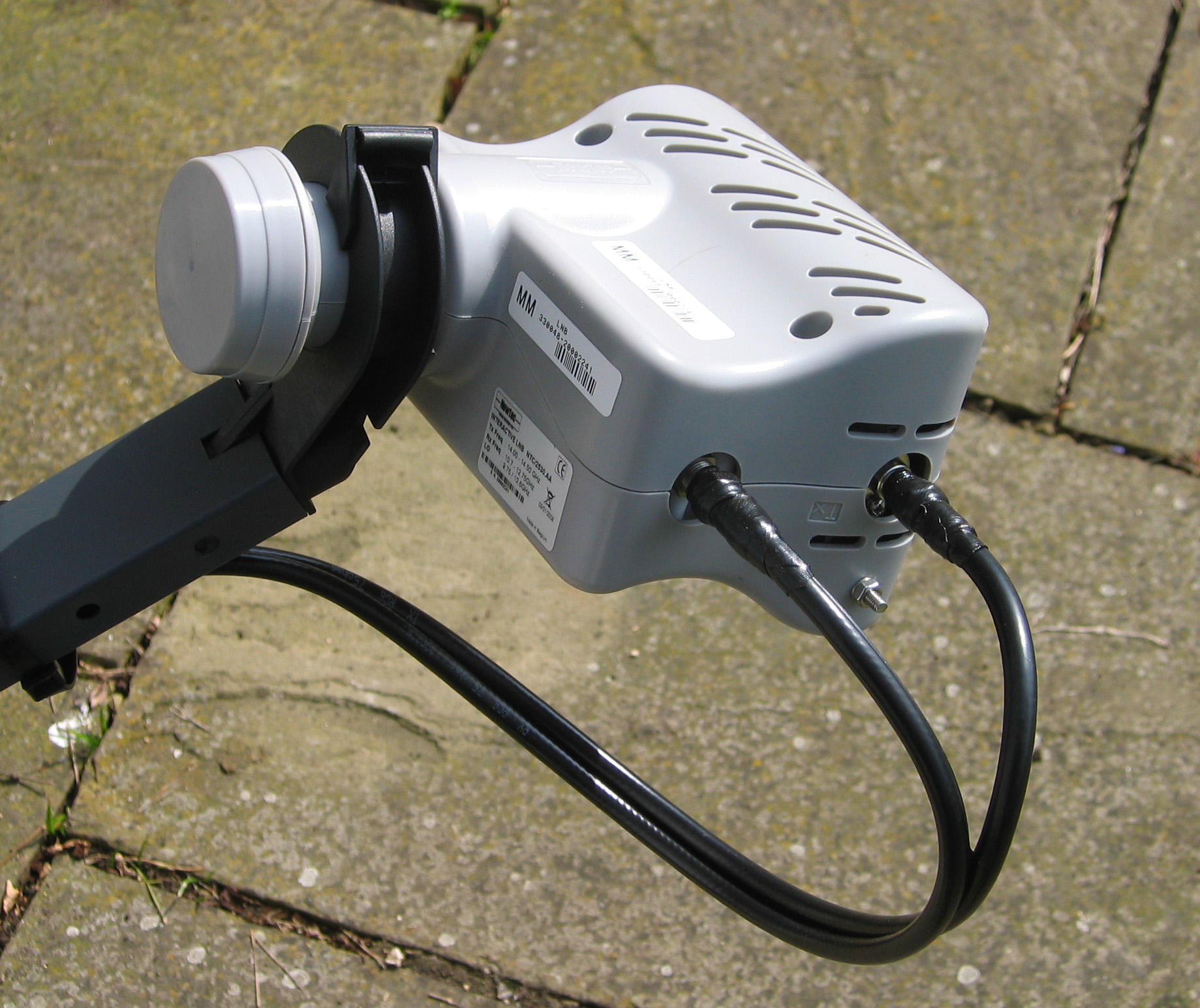
Dwukierunkowy terminal „iLNB” stosowany przez ASTRA2Connect.

Dwukierunkowy terminal „iLNB” stosowany przez ASTRA2Connect posiada nadajnik o mocy 500mW oraz konwerter LNB polaryzacji liniowej — oba działające na paśmie Ku. Ceny za modemy od Astra2Connect oscylują od 299 do 350 €. Ten typ systemu generalnie nie nadaje się do montażu na podjazdach, jednak niektóre anteny mogą zostać wyposażone w system automatycznego nakierowywania i dostosowywania kierunku anteny względem satelity, te są z kolei dość kosztowne i uciążliwe. Technologia ta została dostarczona dla ASTRA2Connect przez Belgijską firmę Newtec.

### Przepustowość
Klienci internetu satelitarnego to klienci od zwykłych użytkowników domowych z jednym komputerem do dużych odległych ośrodków biznesu z ilością komputerów liczoną w setkach.
Użytkownicy domowi często korzystają z udostępnionego łącza satelitarnego, dla obniżenia kosztów, jednocześnie umożliwiając wysoką szczytową przepustowość gdy nie dochodzi do przeciążeń. Zwykle stosowane są ograniczenia dostępu do pasma, tak aby każdy użytkownik dostawał sprawiedliwy udział w paśmie, zgodnie z ich opłatą za łącze. Gdy użytkownik przekroczy swój limit, usługodawca może spowolnić szybkość dostępu, obniżyć priorytet ruchu danego użytkownika lub naliczyć opłaty za przekroczenie limitu. Dla konsumenckiego internetu satelitarnego, limit może wynosić od 200 Megabajtów do 17 Gigabajtów miesięcznie. Wspólne łącze usługodawcy, może mieć szybkość od 1 do 40 Mbps oraz być dzielone przez maksymalnie od 100 do 4000 użytkowników końcowych. Dlatego średnia szybkość transmisji na komputerze użytkownika końcowego wynosi jedynie około 10–20 kbps. Jest to odpowiednie dla większości ludzi, ale z pewnością nie dla tych, którzy chcą wykonać transfery na wielką skalę, takie jak pliki wideo, muzyki.
Nadawanie od użytkowników jest zwykle dzielone zgodnie z TDMA, co polega na przekazywaniu okazjonalnych krótkich pakietów, na przykład wtedy, gdy mysz zostanie kliknięta.
Użytkownicy biznesowi zwykle wybierają usługi z dedykowanym pasmem gdzie ruch jest nadzorowany po stronie użytkownika, a nie usługodawcy.
Każda ze zdalnych lokalizacji może być również wyposażona w modem telefoniczny. Połączenia takie są realizowane jak przez konwencjonalnych usługodawców połączeń wdzwanianych. Dwukierunkowe satelitarne systemy mogą czasami użyć kanału modemu w obu kierunkach do przesyłu danych, dla których opóźnienia są bardziej istotne niż szerokość pasma, zostawiając kanał satelitarny do pobrania danych, gdzie pasmo jest ważniejsze niż opóźnienia, takich jak transfer danych.
W 2006 Komisja Europejska sfinansowała projekt UNIC, który ma na celu przeprowadzanie badań nad tworzeniem, optymalizacją i zatwierdzania nowych interaktywnych usług szerokopasmowych usług telewizyjnych dostarczanych przez tanie dwudrożne połączenia satelitarne do rzeczywistych użytkowników końcowych w domu. Architektura UNIC używa standardu DVB-S2 do odbioru oraz DVB-RCS do nadawania.
Normalne anteny typu VSAT (1,2–2,4 m średnicy) są szeroko używane dla usług typu VoIP. Połączenie głosowe jest przesyłane w postaci pakietów przez satelitę i internet. Dzięki wykorzystaniu technik kodowania i kompresji przepustowość wymagana dla jednego połączenia w obie strony to tylko 10,8 kbps.

### Przenośny internet satelitarny

#### Przenośny modem satelitarny
Te samodzielne urządzenia zwykle mają kształt płaskich prostokątnych pudełek. Nie muszą być nakierowane bezpośrednio w satelitę jak w przypadku terminali typu VSAT. Wyrównanie nie musi być bardzo dokładne, urządzenia te mają wbudowane mierniki mocy sygnału, aby użytkownik mógł dostosować urządzenie prawidłowo samodzielnie. Modemy te posiadają powszechnie stosowane złącza, takie jak Ethernet lub USB. Niektóre mają również zintegrowany Bluetooth dzięki czemu działają jako telefon satelitarny. Modemy również często mają własne baterie, dzięki czemu mogą one być podłączone do laptopa nie korzystając z zasilania z jego baterii. Najpowszechniejszym terminalem tego systemu jest BGAN od Inmarsatu. Terminale te mają rozmiar teczki i niemal symetryczne prędkości połączenia na poziomie około 350-500 kbps. Istnieją mniejsze modemy, takie jak te oferowane przez Thuraya, ale pozwalają połączyć się tylko z przepustowością 144 kbps i to w ograniczonym obszarze.
Korzystanie z takiego modemu jest bardzo kosztowne. Wykorzystanie pasma kosztuje pomiędzy $5 i $7 za megabajt. Modemy są również drogie, zazwyczaj kosztują między 1000 i 4000 dolarów.

#### Internet przez telefon satelitarny
Przez wiele lat telefony satelitarne umożliwiały łączność z internetem. Przepustowość łącza waha się od około 2400 bitów na sekundę na sieci satelitów Iridium i telefonach bazujących na ACeS aż do 15 kbps przy wysyłaniu i do 60 kbps przy odbieraniu na telefonach marki Thuraya. Globalstar również zapewnia dostęp do Internetu z szybkością 9600 bitów na sekundę oraz podobnie jak w przypadku Iridium i ACeS konieczne jest połączenie wdzwaniane, a cena liczona jest za minutę połączenia. Globalstar i Iridium planują uruchomienie nowych satelitów oferujących zawsze-dostępne usługi transmisji danych przy wyższych prędkościach. Z telefonów Thuraya również można łączyć z szybkością 9600 bitów dla połączenia wdzwanianego, usługa dostępu z szybkością 60 kilobitów jest jednak zawsze włączona a użytkownik jest rozliczany za ilość danych przesłanych (ok. $ 5 za megabajt). Telefony te można podłączyć do laptopa lub innego komputera przy pomocy kabla USB lub interfejsu RS-232. Ze względu na niską przepustowość pasma niezmiernie powolne jest przeglądanie stron internetowych z takiego połączenia, przydatne jest ono jednak do wysyłania e-maili, zdalnego połączenia SSH czy do użytku innych protokołów niskiej przepustowości. Telefony satelitarne często wyposażone są w anteny dookolne i nie jest wymagane dostosowanie do pozycji satelity tak długo, jak długo istnieje niezakłócone połączenie w linii prostej między telefonem i satelitą.

## Odbiór satelitarny, wysyłanie drogą naziemną
Wysyłanie danych drogą naziemną w tym systemie wykonywane jest z użyciem tradycyjnego dostępu wdzwanianego do Internetu. Wychodzące dane przesyłane są przez telefon modem, a odbiór danych odbywa się przez satelitę z prędkością bliską łączom szerokopasmowego dostępu do Internetu. W Stanach Zjednoczonych licencja FCC jest wymagana dla stacji nadawczej usługodawcy, nie jest wymagana dla użytkowników końcowych.
System ten może również wykorzystywać General Packet Radio Service (GPRS) jako kanał zwrotny od klienta. Za pomocą połączenia, które jest oferowane w standardzie GPRS lub EDGE, ilość przesyłanych danych jest bardzo niewielka, a ponieważ ta usługa nie jest płatna za czas, lecz za ilość danych pobranych, użytkownicy mogą surfować i pobierać w szerokopasmowych prędkościach. Innym zastosowaniem GPRS-u jako kanału zwrotnego byłaby mobilność, gdy usługa jest świadczona przez satelity, które przekazują sygnał w zakresie od 50 do 53 dBW. Korzystanie z anteny satelitarnej o średnicy 33 cm, podłączonej do laptopa podłączonego do telefonu GSM wyposażonego w modem GPRS, umożliwia mogą korzystanie z szerokopasmowej łączności satelitarnej.

### Wymagania sprzętowe
Stacja nadawcza (nazywana również „teleportem”, „zakończeniem”, „stacją źródłową”, lub „hubem”) składa się z dwóch komponentów:
- Połączenie internetowe: Rutery dostawcy usługi podłączone są do serwera pośredniczącego, który może narzucić ograniczenia Quality of Service (QoS) na przepustowość łącza poprawiając jego sprawność i gwarantując ciągłość transmisji dla wszystkich użytkowników. Rutery te dalej są łączone z enkapsulatorem DVB, który dalej podłączony jest do modemu DVB-S. Sygnał radiowy z modemu DVB-S jest podłączony do konwertera, a ten z kolei przez kabel koncentryczny do nadajnika na zewnątrz budynku.
- Nadajnik satelitarny: konwerter blokowy (BUC) oraz dodatkowo konwerter LNB, który może wykorzystywać Falowód do podłączenia do dodatkowego przetwornika satelitarnego OMT przykręconego do wysięgnika przymocowanego do anteny satelitarnej.

W odległej lokalizacji (stacji naziemnej) w skład instalacji wchodzą:
- Jednostka na zewnątrz budynku
  - Antena satelitarna oraz jej punkt zamocowania
  - przetwornik satelitarny
  - uniwersalny przetwornik LNB, dla pasma Ku.
  - kabel koncentryczny
- jednostka wewnątrz budynku
  - karta DVB-S na złączu PCI wewnątrz komputera
  - lub, zewnętrzny modem podłączony „skrętką” RJ-45 lub kablem USB do komputera

### Wymagane oprogramowanie
Odległe lokalizacje wymagają niewielkiej ilości dostosowania oprogramowania dla zapewnienia autentykacji i ustawienia serwera pośredniczącego. Filtrowanie jest zwykle wykonywane przez oprogramowanie karty DVB.
Często niestandardowe zakresy adresów IP są stosowane dla adresowania opóźnienia i problemów asymetrii połączenia satelitarnego. Dane przesyłane przez połączenie satelitarne często są także szyfrowane – w przeciwnym wypadku dane te byłyby dostępne dla wszystkich użytkowników odbiorników satelitarnych.
Wiele implementacji IP-przez-satelitę używa sparowanych serwerów proxy w obu punktach końcowych, aby niektóre rodzaje komunikacji między klientami i serwerami mogły akceptować opóźnienia związane ze specyfiką połączenia satelitarnego. Z podobnych powodów, istnieją specjalne implementacje wirtualnych sieci prywatnych (VPN) zaprojektowane do użytku przez połączenia satelitarne, ponieważ standardowe oprogramowanie VPN nie może obsłużyć długiego czasu podróży pakietów.
Prędkości przesyłu są ograniczone przez modem użytkownika. Opóźnienia są wysokie, ponieważ dla satelitarnych systemów dostępu do internetu jest to minimum 240 ms w jedną stronę, w wyniku czego minimalny czas przesyłu sygnału tam i z powrotem to 500 ms. Prędkości pobierania danych mogą okazać się bardzo szybkie w porównaniu do połączeń wdzwanianych.

### Zasada działania
Stacje nadawcze używają serwerów pośredniczących w stacjach naziemnych (Teleportach), które są skonfigurowane tak aby przekierować cały wychodzący ruch do serwera QoS, co upewnia, że użytkownik na pewno nie przekroczy przydzielonego pasma lub miesięcznych limitów ruchu. Dane są następnie wysyłane do encapsulatora, który wstawia pakiety IP wewnątrz pakietów DVB. Te z kolei są następnie przesyłane do modemu DVB, a następnie do nadajnika (BUC).

## Jednostronny odbiór multicast, bez sygnału zwrotnego
Jednostronny odbiór multicast jest stosowany dla danych protokołu internetowego bazujących na dystrybucji danych multicast, takich jak dane, dźwięk czy obraz. W USA, licencja Federalnej Komisji Łączności (FCC) jest wymagana tylko w przypadku stacji nadawczej i nie jest wymagana licencja dla użytkowników. Należy pamiętać, że większość protokołów internetowych nie będzie działać poprawnie w jednostronnym dostępie, gdyż wymagają kanału zwrotnego. Jednakże, zawartość Internetu, taka jak strony internetowe nadal może być rozprowadzana w jedną stronę przez system „przepychający” je do lokalnego użytkownika końcowego, choć pełna interaktywność nie jest możliwa. To jest tak jak w radiu czy telewizji (na wzór teletekstu), które oferuje bardzo ubogi interfejs użytkownika.

### Komponenty sprzętowe systemu
Podobnie jak w przypadku jednokierunkowego sygnału satelitarnego z naziemnym kanałem zwrotnym, dostęp satelitarny w tym systemie może posiadać również interfejs dostępu do publicznych komutowanych sieci telefonicznych pozwalający na ograniczoną komunikację wychodzącą od użytkownika. Połączenie z internetem nie jest konieczne, ale wiele rozwiązań tego typu posiada serwer FTP służący do kolejkowanego rozsyłania plików przez sygnał satelitarny.

### Komponenty programowe systemu
Większość jednokierunkowych rozwiązań typu multicast wymaga przygotowania oprogramowania dedykowanego dla odległych stacji. Oprogramowanie na stacji odbiorczej musi filtrować i przechowywać dane, oraz udostępniać interfejs selekcyjny do wyboru danych do wyświetlenia. Oprogramowanie na stacji nadawczej musi posiadać narzędzie kontroli dostępu, kolejkowania priorytetowego, wysyłającego i enkapsulującego dane.

## Redukcja opóźnień
Przyczyną znacznej części spowolnień związanych Internetem satelitarnym jest to, że dla każdego żądania danych, musi zostać wykonana duża ilość zapytań „tam i z powrotem” zanim każde użyteczne dane mogą być odebrane przez odbiorcę. Specjalne zakresy IP i pośrednicy sieciowi mogą również zredukować opóźnienia poprzez ograniczanie liczby wysyłek zapytań „tam i z powrotem” i / lub uproszczenia i zmniejszenia długości nagłówków protokołu. Tego typu technologie są powszechnie określane jako akceleracja TCP, pobieranie wstępne HTTP i buforowanie Systemu Nazw Domen.
W kosmosie dostęp do Internetu również osiągany jest drogą satelitarną.
Metody blokowania reklam efektywne w komunikacji naziemnej, takie jak AdBlock czy Adblock Plus, są wyjątkowo korzystne dla satelitarnego Internetu, ponieważ większość witryn internetowych stosuje metody uniemożliwiające buforowanie stron przez przeglądarki internetowe czy bufor po stronie usługodawcy internetowego (celem maksymalizacji liczby odsłon reklamy spółek powiązanych ze spółką serwującą witrynę odwiedzaną przez użytkownika).